# I sette peccati capitali (balletto)
I sette peccati capitali (titolo completo: "I sette peccati capitali dei piccoli borghesi") è un balletto con canto in sette parti di Kurt Weill con testo di Bertold Brecht.
La prima rappresentazione fu a Parigi al Théâtre des Champs-Élysées il 12 giugno 1933 prodotta da George Balanchine con Caspar Neher ed interpretata da Lotte Lenya.
Weill e Brecht scrissero quest'opera entrambi in esilio dalla Germania nazista e scelsero appositamente lo stile di un balletto cantato per meglio realizzare un'amara ironia che sottintendesse ad una critica sociale spietata. Questo lavoro fu l'ultima collaborazione dei due artisti.
Nel 2000 va in scena al Ravenna Festival con Marianne Faithfull e nel 2001 nello Sferisterio di Macerata diretta da Bruno Bartoletti con l'Orchestra della Toscana, Svetla Vassileva e Nuria Moreno.

## Trama
Nel prologo, due sorelle, Anna I e Anna II, si propongono di riuscire a guadagnare abbastanza denaro per poter lasciare la famiglia (composta da quattro solisti) per costruirsi una casa in Louisiana.
Anna I esorta quindi la sorella a non cadere vittima dei "sette peccati capitali della società borghese" (accidia, superbia, ira, gola, lussuria, avarizia e invidia) che costituiscono nell'opera altrettanti sette quadri.
Grazie al buon senso, le due sorelle riescono a raggiungere il loro obiettivo e realizzano il desiderio di partire per la Louisiana.

## Commento
Le due protagoniste, Anna I e Anna II, in realtà simboleggiano due lati diversi dello stesso personaggio. Infatti la peculiarità dell'opera è che ad una sorella, Anna I, spetta la parte cantata, mentre ad Anna II quella danzata e recitata. Contemporaneamente la prima è immagine della razionalità e del senso pratico, mentre la seconda è la passione e l'istinto.